# Roche-d’Or

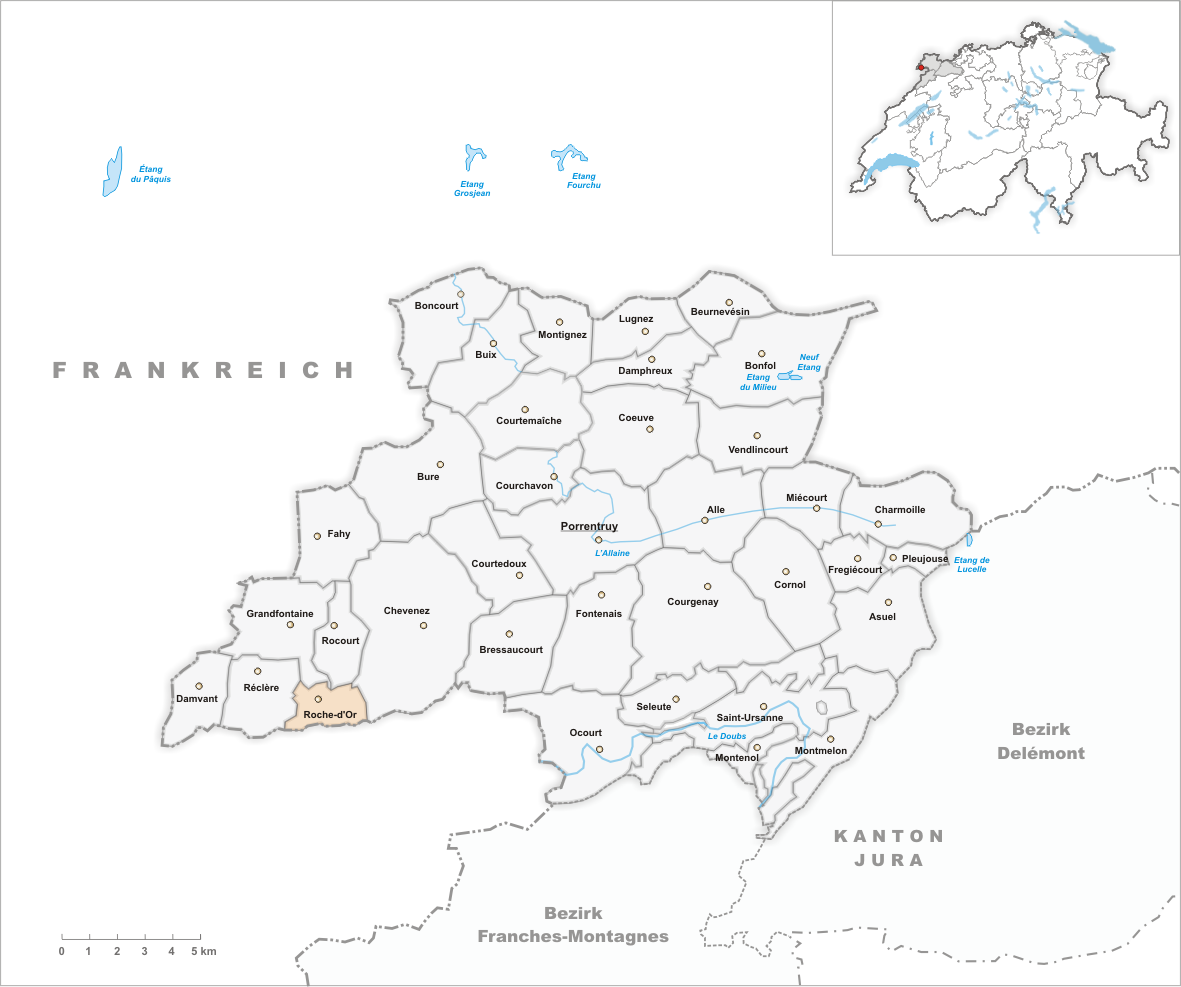
Gemeindestand vor der Fusion am 1. Januar 2009

Roche-d’Or (französisch [ʀɔʃdɔʀ], in einheimischer Mundart [(a) ruɛʤ ˈdoɛ]; deutsch Goldenfels; mittellateinisch Rupes Aurea) ist ein Dorf mit der gleichnamigen Burgruine Roche d’Or und eine ehemals eigenständige politische Gemeinde im Distrikt Porrentruy des Schweizer Kantons Jura. Der Ort ist seit 2009 Teil der Gemeinde Haute-Ajoie.

## Geographie
Roche-d’Or liegt auf 842 m ü. M., elf Kilometer südwestlich des Bezirkshauptorts Porrentruy (Luftlinie). Das kleine Bauerndorf erstreckt sich in aussichtsreicher Lage auf einer Krete der Jurakette des Lomont, im Südwesten der Ajoie (deutsch Elsgau).
Die Fläche des 3,5 km² grossen ehemaligen Gemeindegebiets umfasst einen Abschnitt des Kamms der Lomontkette, welche die Ajoie im Norden vom Tal des Doubs im Süden trennt. Der höchste Punkt von Roche-d’Or liegt auf dem 927 m hohen Aussichtsberg Faux d’Enson. Dort befindet sich der Aussichtsturm Faux d’Enson, von dem man die ganze Region überblicken kann. Im Südwesten reicht das Gebiet in ein rasch zum Doubs abfallendes nördliches Seitental. Von der Gemeindefläche entfielen 1997 3 % auf Siedlungen, 42 % auf Wald und Gehölze und 55 % auf Landwirtschaft.
Zu Roche-d’Or gehören die Hofsiedlung Vacherie Dessus (865 m ü. M.) auf der Höhe der Lomontkette sowie mehrere Einzelhöfe. Nachbarorte von Roche-d’Or sind Réclère, Grandfontaine, Rocourt und Chevenez im Kanton Jura sowie Vaufrey und Glère im angrenzenden Frankreich.

## Bevölkerung
Seit der Mitte des 19. Jahrhunderts hat die Bevölkerung des Orts stark abgenommen:
- 1818: 91 Einwohner
- 1850: 128 Einwohner
- 1900: 77 Einwohner
- 1950: 74 Einwohner
- 2000: 33 Einwohner
- 2007: 38 Einwohner

Mit 38 Einwohnern (Ende 2007) war Roche-d’Or vor der Fusion die kleinste Gemeinde des Kantons Jura. Von den 33 Bewohnern im Jahre 2000 waren 29 (87,9 %) französischsprachig und vier (12,1 %) deutschsprachig.
Wegen des Einwohnerschwunds wurde die Schule im Jahre 1977 geschlossen.

## Wirtschaft
Roche-d’Or ist ein durch die Landwirtschaft geprägtes Dorf, wobei die Viehzucht und die Milchwirtschaft überwiegen. Der Ort bietet kaum Arbeitsplätze ausserhalb des primären Sektors. Die wenigen Erwerbstätigen, die nicht in der Landwirtschaft tätig sind, arbeiten hauptsächlich in der Region Porrentruy.

## Verkehr
Roche-d’Or liegt abseits der Durchgangsstrassen. Von der Kantonsstrasse, die von Porrentruy über den Grenzübergang von Damvant nach Pont-de-Roide-Vermondans in Frankreich verläuft, gibt es eine Stichstrasse nach Roche-d’Or hinauf. 

## Geschichte
Der Ort wird 1283 erstmals als Goldenvels und 1284 als Rozhedor erwähnt. Mit dem Element frz. roche/dt. Fels handelt es sich um einen typischen Burgnamen. Der Basler Fürstbischof Heinrich von Isny, der mit dem Grafen von Mömpelgard um den Besitz der Ajoie kämpfte, liess in diesem Jahr hier eine Burg erbauen, die zum Zentrum der Herrschaft Roche-d’Or wurde. Zu dieser Herrschaft gehörten die benachbarten Dörfer Damvant, Grandfontaine, Réclère, Chevenez und Fahy. Die Burg wurde 1425 vom Basler Fürstbischof Johann IV. von Fleckenstein (1423–1436) aus Pfandbesitz des Grafen Thiébaut VIII. von Neuchâtel-en-Bourgogne zurückerobert.  Thiébaut hatte sich geweigert, die ihm von seinem Onkel, dem Basler Fürstbischof Humbrecht von Neuenburg (1399–1418), überlassene Burg und Herrschaft Freiberge wieder herauszugeben.  Daraufhin liess Fürstbischof Johann IV. nicht nur die Burg Spiegelberg mit Waffengewalt besetzen, sondern auch die anderen von seinen Vorgängern an Thiébaut verpfändeten Burgen Roche-d’Or, Saint-Ursanne und Pleujouse.
Die Burg wurde 1595 auf Anordnung des Fürstbischofs Jakob Christoph Blarer (von Wartensee) zerstört, da er sie nicht mehr ausreichend sichern konnte.  Heute ist von der Burgruine so gut wie nichts mehr zu sehen.
Vom 16. bis 18. Jahrhundert unterstand das Dorf dem Meieramt Chevenez. Von 1793 bis 1815 gehörte Roche d’Or zu Frankreich und war anfangs Teil des Département du Mont-Terrible, ab 1800 mit dem Département Haut-Rhin verbunden. Durch den Entscheid des Wiener Kongresses kam die Gemeinde 1815 an den Kanton Bern, am 1. Januar 1979 an den neu gegründeten Kanton Jura. Sie wurde auf den 1. Januar 2009 mit Chevenez, Damvant und Réclère zur neuen Gemeinde Haute-Ajoie vereinigt.

## Sehenswürdigkeiten
In Roche-d’Or steht eine kleine Kapelle, das Dorf gehört jedoch zur Pfarrei Grandfontaine.

## Bilder

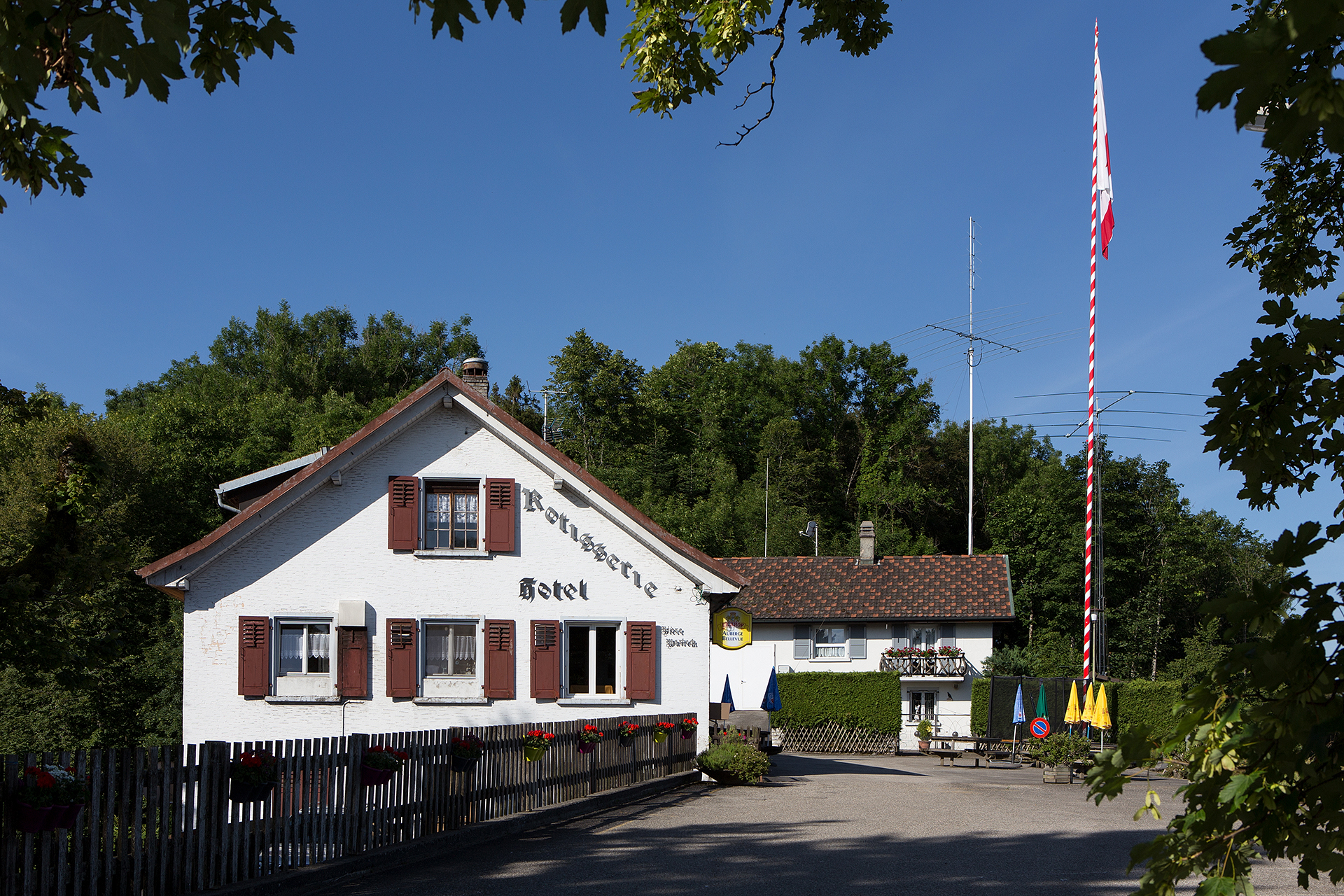
Rôtisserie, Restaurant
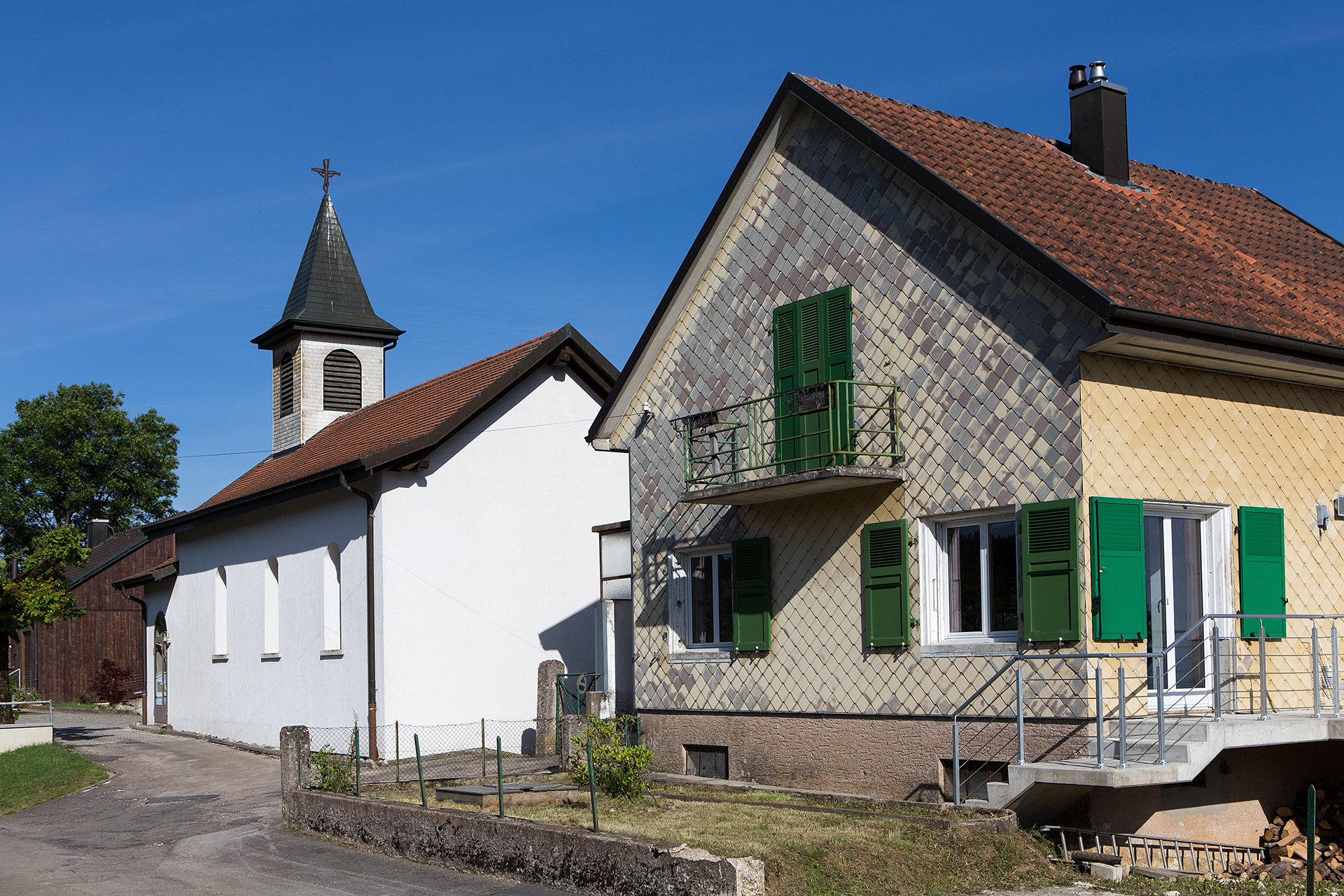
Kapelle
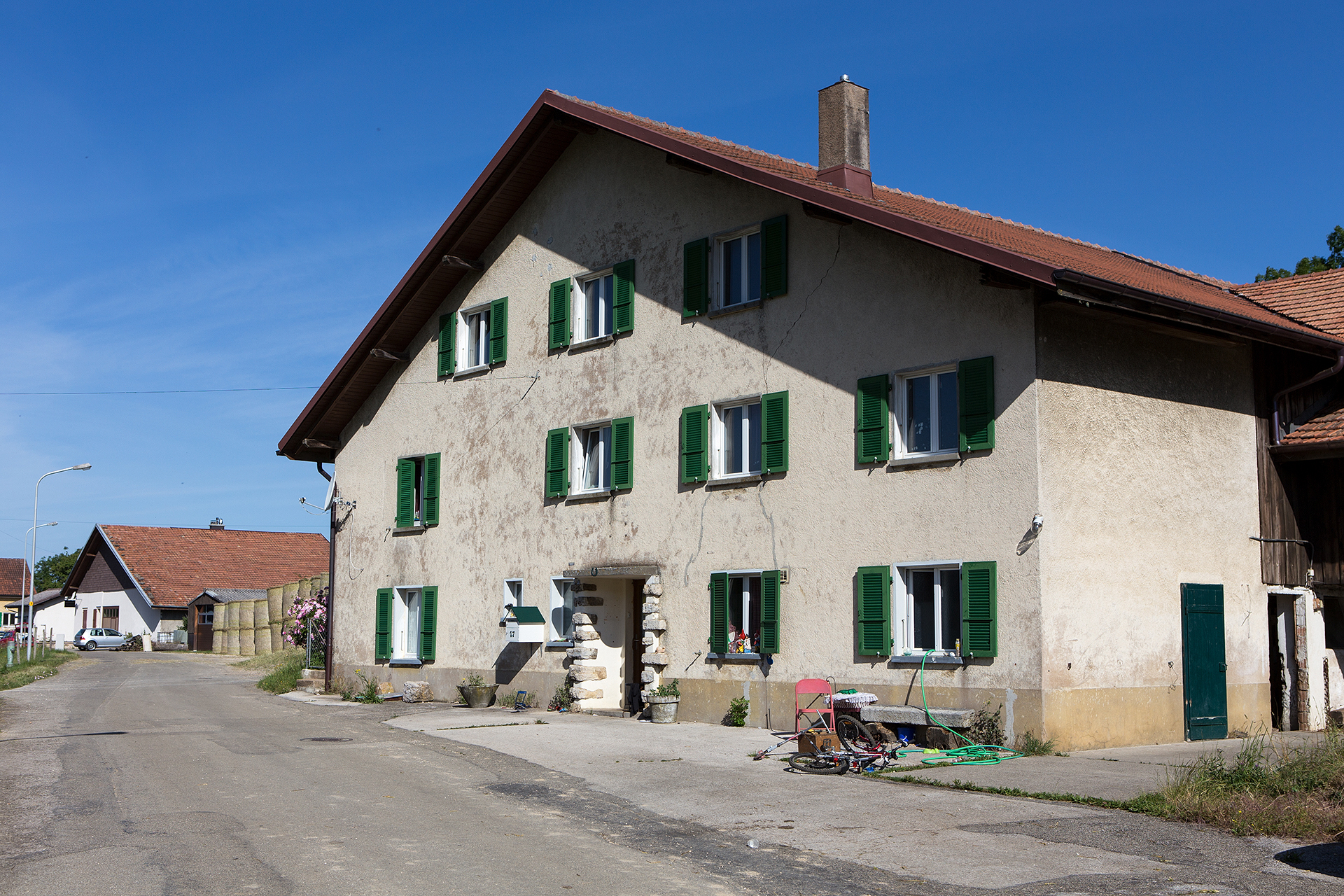
Bauernhaus
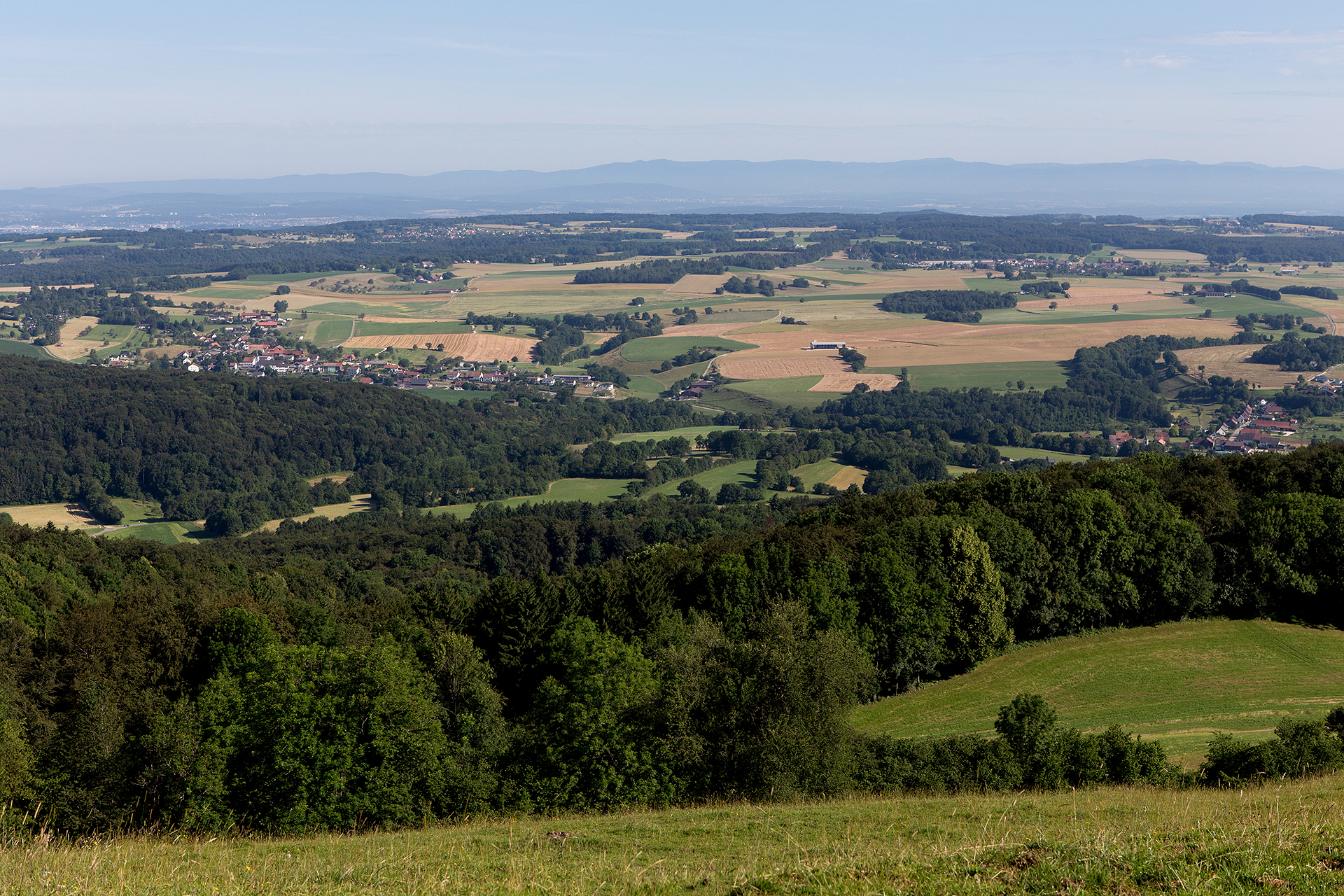
Blick nach Grandfontaine und Rocourt